# Гродзиськ-Велькопольський
Гродзиськ-Великопольський (пол. Grodzisk Wielkopolski, нім. Grätz) — місто в західній Польщі, на річці Летниця.

## Демографія
Демографічна структура станом на 31 березня 2011 року:
|          | Загалом | Допрацездатний вік | Працездатний вік | Постпрацездатний вік |
| -------- | ------- | ------------------ | ---------------- | -------------------- |
| Чоловіки | 6914    | 1477               | 4887             | 550                  |
| Жінки    | 7220    | 1383               | 4417             | 1420                 |
| Разом    | 14134   | 2860               | 9304             | 1970                 |

## Міста-партнери
- Долина  Україна